# Denisa Dvořáková
 (mai 2014).
Si vous disposez d'ouvrages ou d'articles de référence ou si vous connaissez des sites web de qualité traitant du thème abordé ici, merci de compléter l'article en donnant les références utiles à sa vérifiabilité et en les liant à la section « Notes et références ».
Denisa Dvorakova, née le 28 mai 1989 à Prague, est une top model tchèque.

## Biographie
Elle a fait une entrée remarquée dans le monde du mannequinat en remportant le concours Elite Model Look en 2006. Depuis, elle a défilé pour de grands noms de la mode comme Versace et Dolce & Gabbana. Elle a fait à plusieurs reprises les couvertures des magazines Marie Claire et Vogue (éditions tchèque et italienne).